# Wakasa Mikata Jōmon Museum
Das Wakasa Mikata Jōmon Museum (jap. 若狭三方縄文博物館, Wakasa Mikata Jōmon Hakubutsukan; weiterer Name: Dokidoki-kan (DOKIDOKI館)) ist ein archäologisches Museum in Wakasa, in der Präfektur Fukui, Japan. Das Museum widmet sich den Artefakten der Jōmon-Zeit aus den Molluskenhaufen der Ausgrabungsstätte in Torihama (鳥浜貝塚, Torihama kaizuka) und der Ausstellung von Warven, also von Jahresschichten, die die Sedimentation eines Jahres aus dem See Suigetsu, einem der „fünf Seen von Mikata“ (三方五湖, Mikata-goko) umfassen. Die ältesten Warven sind 70.000 Jahre alt. Der erste Leiter des Museums war Takeshi Umehara.

## Ausstellungsschwerpunkte

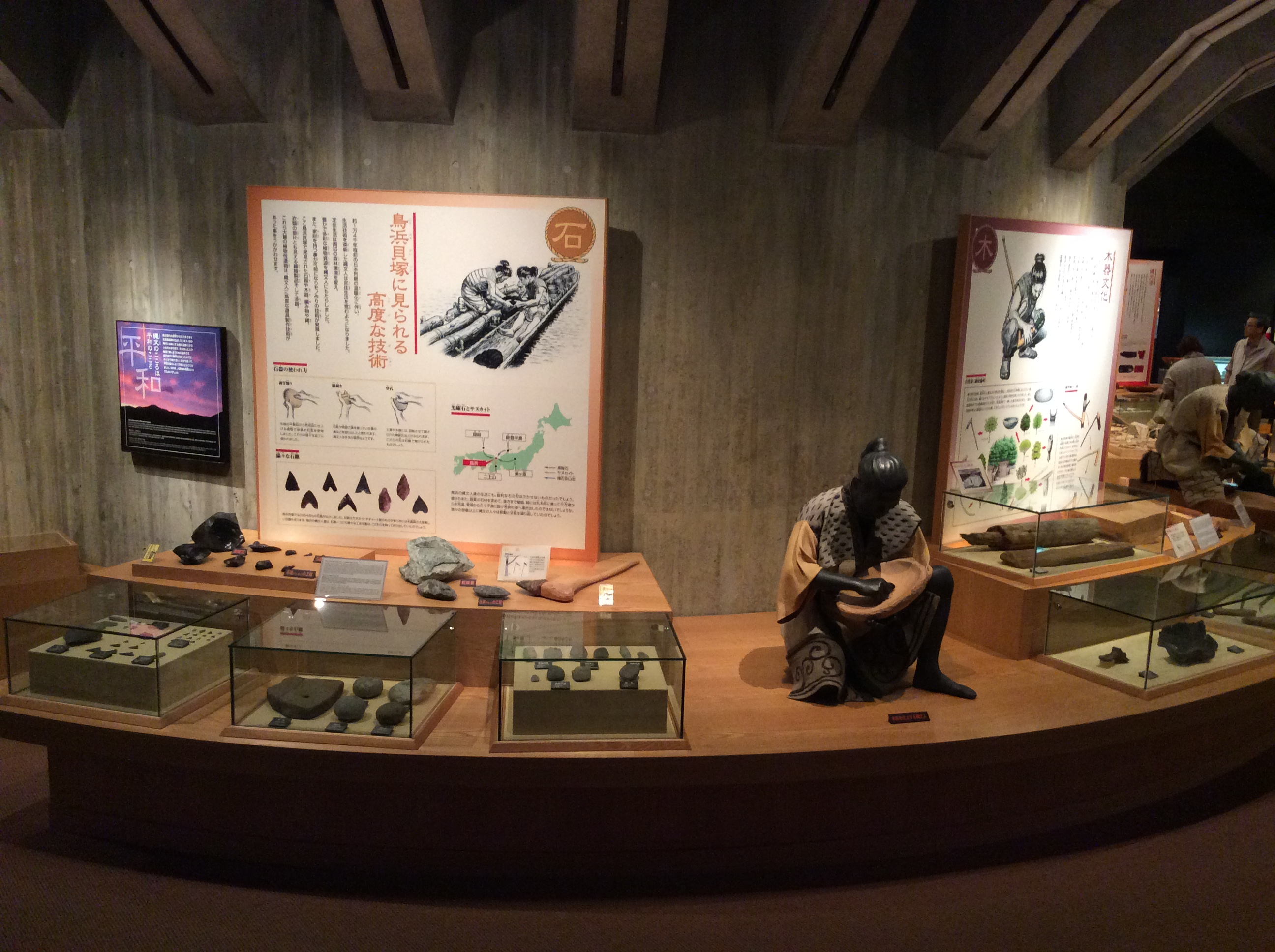
Blick ins Museumsinnere

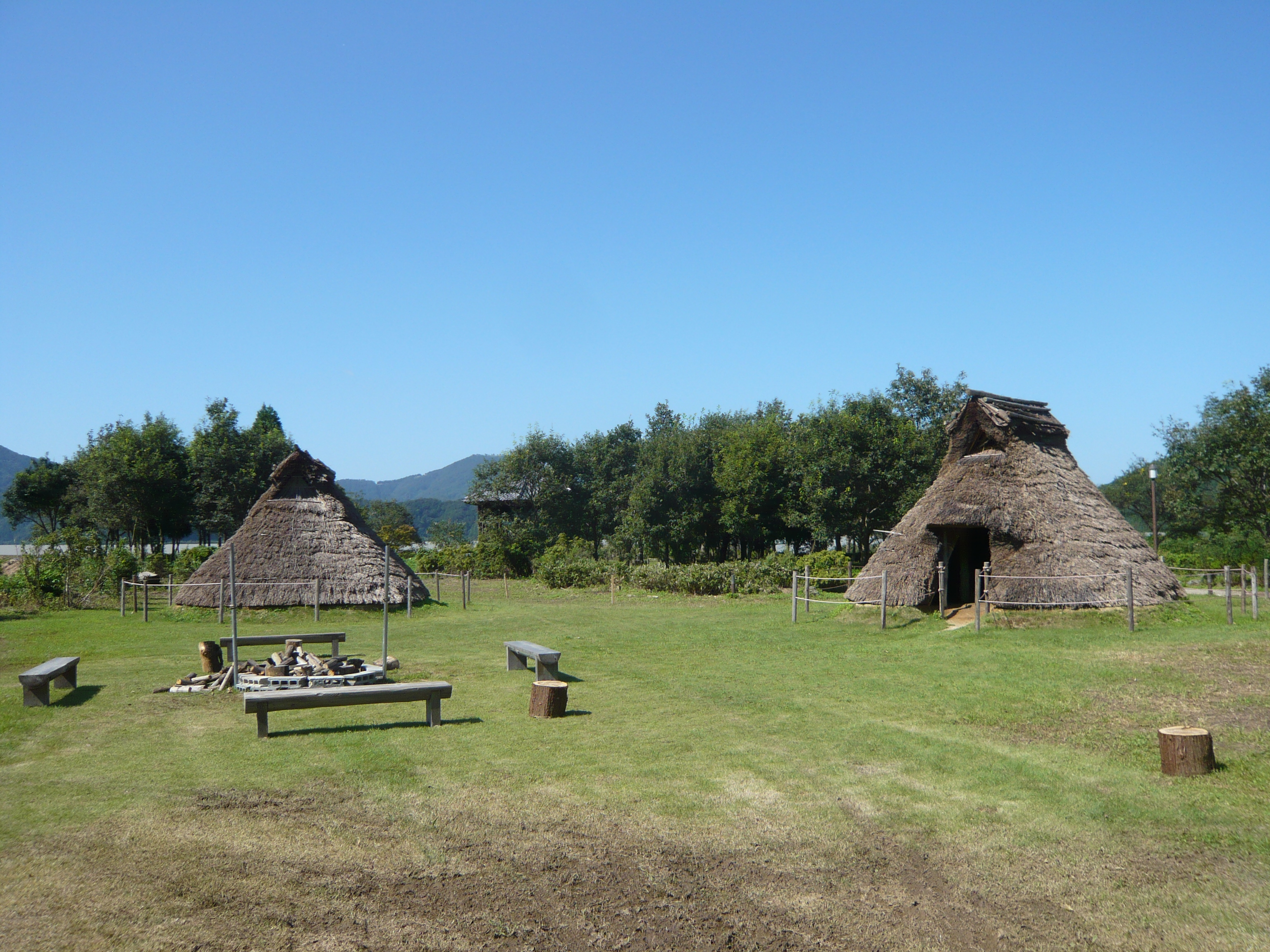
Rekonstruiertes Erdgrubenhaus im Außenbereich des Museums

Das Museum konzentriert sich auf die Jōmon-Kultur, die anhand der Artefakte aus der Ausgrabung und der Stratigraphie der Molluskenhaufen in Torihama dargestellt wird. Zu den Ausstellungsstücken zählen weiterhin Artefakte der Ausgrabungsstätte Yuri (ユリ遺跡, Yuri iseki). Dort wurden neben Irdenwaren und Dogū auch Einbäume ausgegraben. In Torihama fand man zudem 1376 Holzüberreste aus der Jōmon-Zeit, die zum Wichtigen Kulturgut Japans erklärt wurden.
Außerdem präsentiert das Museum die Forschungen des paläoklimatologischen Zentrums der Ritsumeikan-Universität unter der Leitung von Takeshi Nakagawa.

## Themenräume
- Jōmon-Halle mit nachgebildeten Zedern wie sie bei der Ausgrabung entdeckt wurden
- Jōmon-Promenade mit Ton- und Lichteffekten, die die Jōmon-Zeit sinnlich erfahrbar machen
- Weg der Tongefäße, der die Tonwaren und Töpferkunst der Jōmon-Zeit präsentiert
- Wald, Meer und Seezivilisation – ein Ausstellungsbereich, in dem die restaurierten Einbäume der Yuri-Ausgrabungsstätte zu sehen sind
- Torihama-Kultur – in diesem Ausstellungsbereich werden die Molluskenhaufen und die Jōmon-Kultur gezeigt
- Umwelt der Jōmon-Zeit und Warven des Suigetsu-Sees – stellt anhand der aufgefundenen Jahresschichten eine Verbindung über 70.000 Jahre her
- Theater, eine Mehrzweckhalle, in der sich die Besucher einen Informationsfilm von 25 Minuten Länge ansehen können und der für Vorträge genutzt wird
- Entdeckerraum (Discovery Room), der Besuchergruppen Archäologie zum anfassen bietet mit Tongefäße-Puzzle etc.
- Museumsshop
- Roman-Park im Außenbereich des Museums mit rekonstruierten Erdgrubenhäusern[5]

Adresse: 122-12-1 Torihama, Wakasa, Mikatakaminaka-gun, Fukui 919-1331, Japan
Am Mikata-See gelegen in der Nähe der Mündung des Hase-Flusses; ca. 20 Minuten Fußweg vom Bahnhof Mikata (JR Obama-Linie). Dienstags geschlossen mit Ausnahme der Ferienzeit.